# العلاقات الصينية الغواتيمالية
العلاقات الصينية الغواتيمالية هي العلاقات الثنائية التي تجمع بين الصين وغواتيمالا.

## مقارنة بين البلدين
هذه مقارنة عامة ومرجعية للدولتين:
| وجه المقارنة                                              | الصين                    | غواتيمالا       |
| --------------------------------------------------------- | ------------------------ | --------------- |
| المساحة (كم2)                                             | 9.60 مليون               | 108.89 ألف      |
| عدد السكان (نسمة)                                         | 1.33 مليار               | 17.26 مليون     |
| الكثافة السكانية (ن./كم²)                                 | 138.54                   | 158.51          |
| العاصمة                                                   | بكين                     | غواتيمالا       |
| اللغة الرسمية                                             | اللغة الصينية القياسية   | اللغة الإسبانية |
| العملة                                                    | رنمينبي                  | كتزال غواتيمالي |
| الناتج المحلي الإجمالي (بليون دولار)                      | 12.24 تريليون            | 75.62 مليار     |
| الناتج المحلي الإجمالي (تعادل القوة الشرائية) بليون دولار | 19.82 تريليون            | 126.21 مليار    |
| الناتج المحلي الإجمالي الاسمي للفرد دولار أمريكي          | 8.03 ألف                 | 3.90 ألف        |
| الناتج المحلي الإجمالي للفرد دولار أمريكي                 | 13.21 ألف                | 7.45 ألف        |
| مؤشر التنمية البشرية                                      | 0.728                    | 0.627           |
| رمز المكالمات الدولي                                      | +86                      | +502            |
| رمز الإنترنت                                              | .cn، .中国 ‏، .中國 ‏      | .gt             |
| المنطقة الزمنية                                           | توقيت الصين، ت ع م+08:00 | 00              |

## منظمات دولية مشتركة
يشترك البلدان في عضوية مجموعة من المنظمات الدولية، منها:
| علم المنظمة | اسم المنظمة                               | تاريخ انضمام الصين | تاريخ انضمام غواتيمالا |
| ----------- | ----------------------------------------- | ------------------ | ---------------------- |
|             | وكالة ضمان الاستثمار متعدد الأطراف        | 30 أبريل 1988      | 11 يوليو 1996          |
|             | منظمة الشرطة الجنائية الدولية             | ?                  | ?                      |
|             | منظمة حظر الأسلحة الكيميائية              | ?                  | ?                      |
|             | منظمة التجارة العالمية                    | 11 ديسمبر 2001     | ?                      |
|             | الأمم المتحدة                             | 25 أكتوبر 1971     | 21 نوفمبر 1945         |
|             | مؤسسة التمويل الدولية                     | 15 يناير 1969      | 20 يوليو 1956          |
|             | يونسكو                                    | 4 نوفمبر 1946      | 2 يناير 1950           |
|             | مؤسسة التنمية الدولية                     | 24 سبتمبر 1960     | 27 أبريل 1961          |
|             | البنك الدولي للإنشاء والتعمير             | 27 ديسمبر 1945     | 28 ديسمبر 1945         |
|             | المنظمة الهيدروغرافية الدولية             | ?                  | ?                      |
|             | الاتحاد البريدي العالمي                   | ?                  | ?                      |
|             | المركز الدولي لتسوية المنازعات الاستشارية | 6 فبراير 1993      | 20 فبراير 2003         |
|             | الاتحاد الدولي للاتصالات                  | 1 سبتمبر 1920      | 10 يوليو 1914          |

## أعلام
هذه قائمة لبعض الشخصيات التي تربطها علاقات بالبلدين:
- إيفان ليون (لاعب كرة قدم غواتيمالي، 3 مارس 1967 – )
- خوان تشانغ (لاعب كرة قدم ألماني، 17 نوفمبر 1987[22] – )
- دينيس تشن (لاعب كرة قدم غواتيمالي، 9 أغسطس 1977[23] – )
- هيلين ماك تشانغ (ناشطة حقوق إنسان غواتيمالية، 19 يناير 1952 – )

## وصلات خارجية
- موقع وزارة الخارجية الصينية
- موقع وزارة الخارجية الغواتيمالية